# Clyde Sefton
Kevin Sefton, detto Clyde (20 gennaio 1951), è un ex ciclista su strada australiano, medaglia d'argento in linea ai Giochi olimpici 1972 e poi professionista dal 1977 al 1984.

## Palmarès

### Strada
- 1974 (dilettanti)

Giochi del Commonwealth Britannico, Prova in linea
Coppa della Pace
6ª tappa Giro d'Italia dilettanti (Salsomaggiore > Roncole)
10ª tappa, 2ª semitappa Giro d'Italia dilettanti (Lido di Jesolo > Lido di Jesolo)
- 1975 (dilettanti)

Firenze-Viareggio
- 1976 (dilettanti)

Gran Premio Ezio Del Rosso
Campionati australiani, Prova in linea Dilettanti
- 1978 (Fiorella Mocassini, due vittorie)

3ª tappa, 1ª semitappa Herald Sun Tour (Bairnsdale > Omeo)
7ª tappa, 1ª semitappa Herald Sun Tour (St Arnaud > Stawell)
- 1979 (Zonca, due vittorie)

6ª tappa, 2ª semitappa Herald Sun Tour (Edenhope > Casterton)
7ª tappa, 1ª semitappa Herald Sun Tour (Casterton > Hamilton)
- 1980 (San Giacomo, due vittorie)

7ª tappa, 1ª semitappa Herald Sun Tour (Casterton > Mortlake)
8ª tappa, 1ª semitappa Herald Sun Tour (Ballarat > Daylesford)
- 1981 (sei vittorie)

Campionati australiani, Prova in linea
10ª tappa Herald Sun Tour (MacArthur > Ararat)
12ª tappa Herald Sun Tour (Hall's Gap > Hall's Gap, cronometro)
20ª tappa Herald Sun Tour (Mansfield > Mont Buller)
21ª tappa Herald Sun Tour (Brandon Park > Sandown Park)
Classifica generale Herald Sun Tour
- 1982 (Alfa Lum, tre vittorie)

3ª tappa Herald Sun Tour (Mafra > Bairnsdale)
4ª tappa, 1ª semitappa Herald Sun Tour (Bairnsdale > Omeo)
8ª tappa Herald Sun Tour (Eaglehawk > Saint Arnaud)
- 1983 (Malvor/Berri Fruit Juice, tre vittorie)

1ª tappa Herald Sun Tour (Tullamarine > Castlemaine)
7ª tappa Herald Sun Tour (Robinvale > Swan Hill)
17ª tappa Herald Sun Tour (Latrobe University > Latrobe University)

#### Altri successi
- 1973 (dilettanti)

4ª tappa Barum Three Day (Herts > Herts)
Lester Young Memorial
3ª tappa Scottish Milk Race (Ayr > East Kilbride)
Classifica generale Scottish Milk Race
- 1981

Criterium di Benalla
Tour of Echuca Victoria
Criterium di Leongatha
Criterium di Wynyard
Criterium di Yarrawonga
- 1982 (Alfa Lum)

Classifica scalatori Herald Sun Tour
Classifica sprint Herald Sun Tour
- 1983 (Malvor/Berri Fruit Juice)

2ª tappa, 1ª semitappa Griffin 1000 West
2ª tappa, 3ª semitappa Griffin 1000 West
3ª tappa, 2ª semitappa Griffin 1000 West
5ª tappa, 1ª semitappa Griffin 1000 West
6ª tappa, 2ª semitappa Griffin 1000 West
Classifica scalatori Herald Sun Tour
Criterium di Traralgon
Criterium di Warnambool
Criterium di Horsham

### Pista
- 1980

Sei giorni di Melbourne (Melbourne, con Peter Delongville)

## Piazzamenti

### Grandi giri
- Giro d'Italia

1977: ritirato (13ª tappa)
1979: ritirato (17ª tappa)

### Classiche monumento
- Milano-Sanremo

1978: 10º
1979: 26º
- Giro di Lombardia

1978: 12º

### Competizioni mondiali
- Campionati del mondo

Montreal 1974 - In linea Dilettanti: 59º
Mettet 1975 - In linea Dilettanti: 34º
San Cristóbal 1977 - In linea Professionisti: 30º
Nürburgring 1978 - In linea Professionisti: ritirato
Valkenburg 1979 - In linea Professionisti: 24º
Sallanches 1980 - In linea Professionisti: ritirato
Goodwood 1982 - In linea Professionisti: ritirato
- Giochi olimpici

Monaco di Baviera 1972 - Cronosquadre: 17º
Monaco di Baviera 1972 - Corsa individuale: 2º
Montréal 1976 - Cronosquadre: 9º
Montréal 1976 - Corsa individuale: 28º